# 12834 Bomben
12834 Bomben eller 1997 CB13 är en asteroid i huvudbältet som upptäcktes den 4 februari 1997 av Spacewatch vid Kitt Peak-observatoriet. Den är uppkallad efter Craig R. Bomben.
Asteroiden har en diameter på ungefär 3 kilometer.